# Чугуєво-Бабчанський лісний коледж
Чугуєво-Бабчанський лісний коледж — державний вищий навчальний заклад І рівня акредитації, підпорядкований Міністерству освіти і науки України та розташований у смт Кочеток Харківської області.

## Інформація

### Матеріально-технічна база
2 навчальні корпуси, 2 гуртожитки, комп'ютерний клас, бібліотека (45 тис. примірників) з читальним залом, 3 навчальні майстерні, навчальний полігон, спортивний комплекс з 2 спортивними залами, тир для кульової стрільби.

### Професорсько-викладацький склад
9 — викладачі-методисти, 27 — викладачі вищої категорії.

### Форми навчання
- денна
- заочна

За державним замовленням і за контрактом.

### Історія
Роком заснування Чугуєво-Бабчанського коледжу вважається 1922. Листом Харківського інституту сільського господарства і лісівництва від 30 січня 1922 року  № 603 було запропоновано Чугуєво-Бабчанському навчально-дослідницькому лісництву відкрити при лісництві лісну профшколу. Ініціатива відкриття належала професору Шустову Борису Олексійовичу і лісничому Кочетоцького лісництва Тюкову Сергію Елеримовичу.

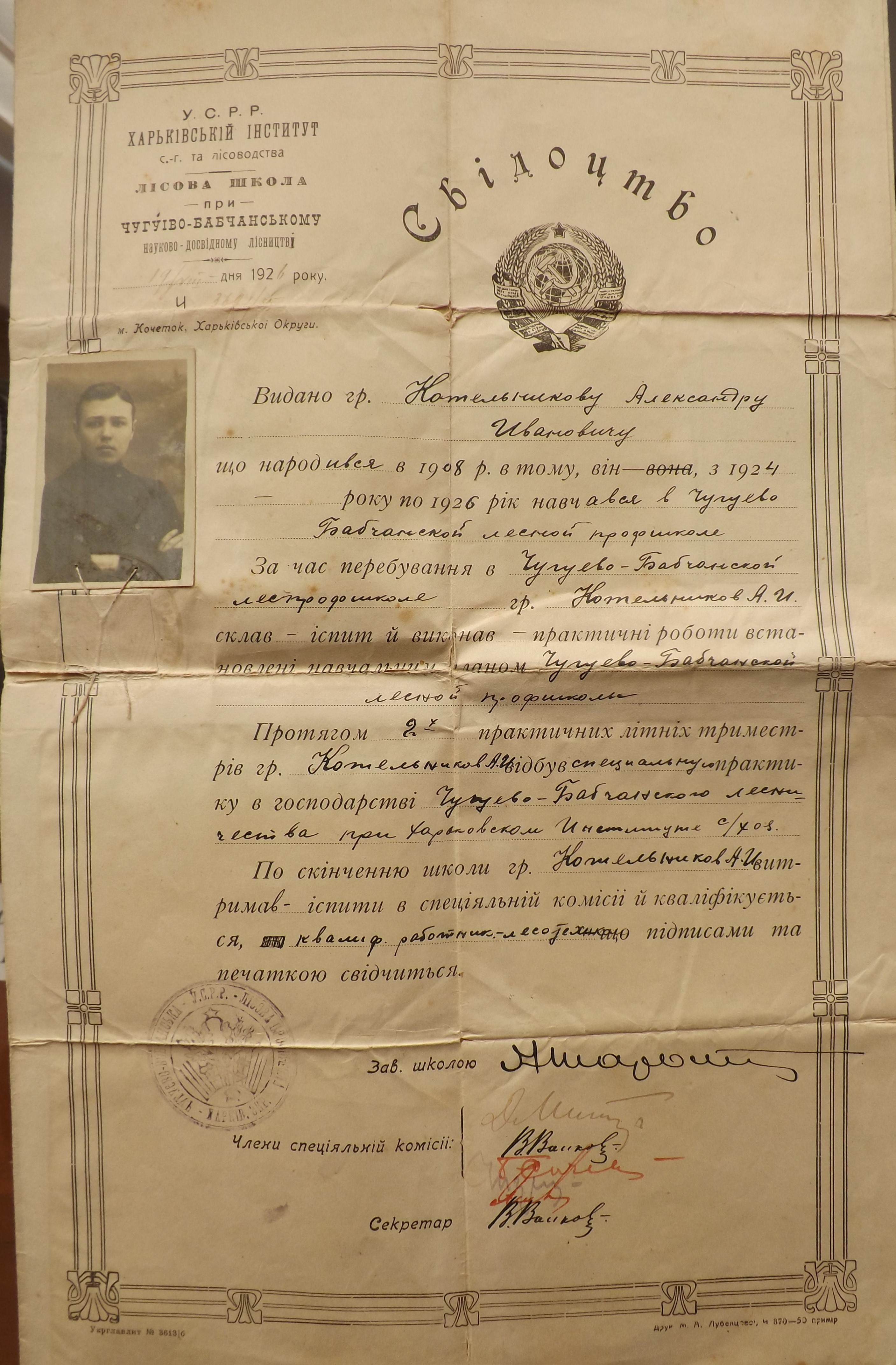

Перший набір до профшколи відбувся у 1922 році в кількості 23 учнів, що закінчили 7-річку.
Навчання проходило в невеликому дерев'яному приміщенні (8 кімнат і коридорчик). До революції 1917 року в цьому будинку була розташована школа для глухонімих. Було ще приміщення з двох кімнат для студентів: одна слугувала гуртожитком, друга  — їдальнею. Майданчик біля будівель був неочищеним від пеньків і гілля, але не було ще машин для корчування і коштів на розкорчовування. Вручну з лопатами, сокирами і вилами студенти та викладачі  почали цю важку роботу. Пізніше посадили красиві алеї — липову, тополеву, горобини, фруктовий сад з мічурінськими сортами яблук і груш.
Випускники першого випуску (1924 р.) були високо оцінені керівництвом лісового господарства.

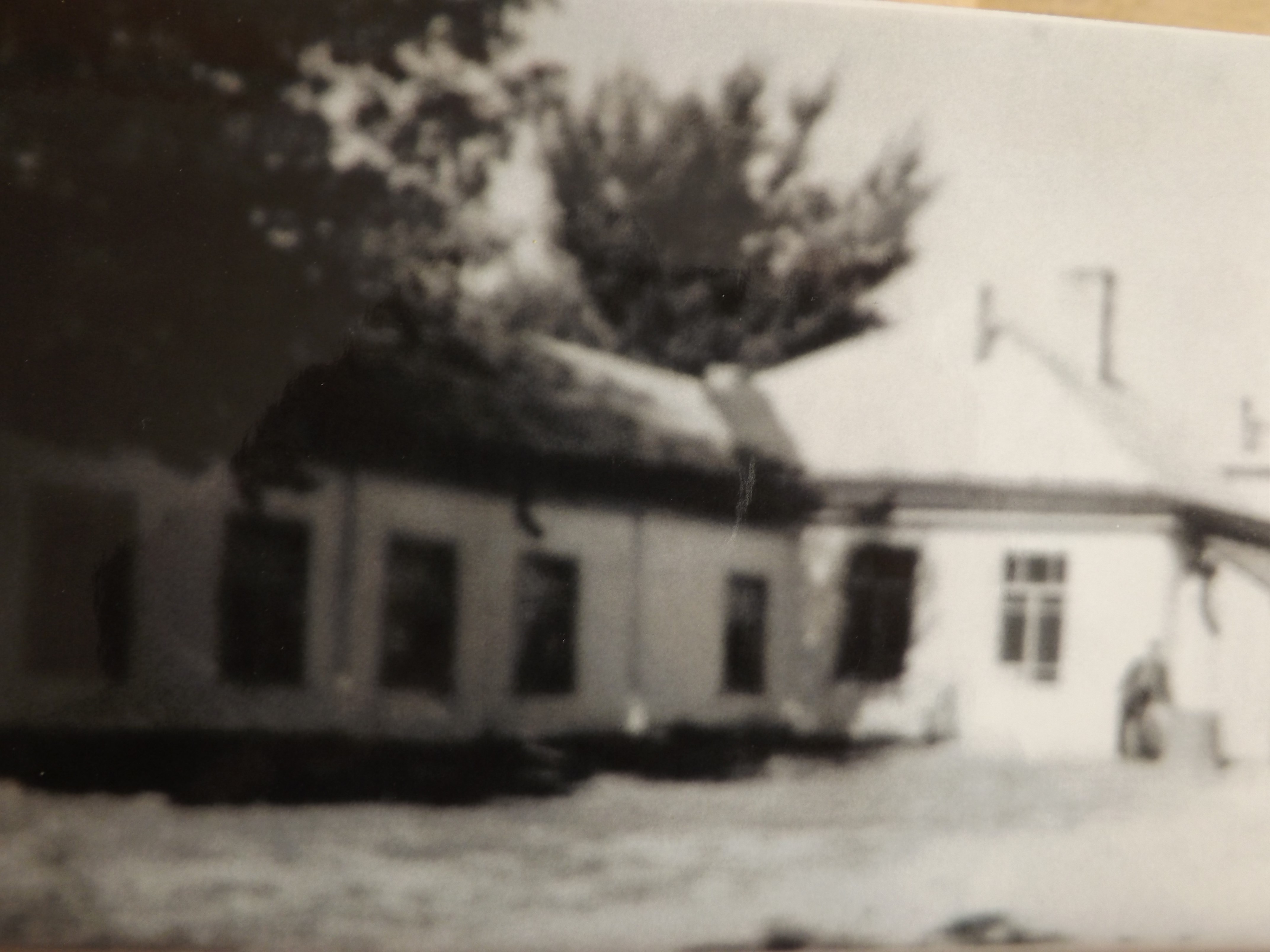

У 1928 році школа була переведена на трирічний строк навчання, а в 1929 році реорганізована в Чугуєво-Бабчанський лісний  технікум. Відкрилися три відділення підготовки спеціалістів: лісокультурне, лісоексплуатаційне і лісоорганізаційне. Одноповерховий будинок технікуму складався з шести аудиторій. Першими директорами були Ягниченко М. М. (1922—1925), Шарапов О. М. (1925—1930). Секретарем педагогічної ради школи, а пізніше і технікуму, був обраний Волков В. Ф. У 1931 році перший випуск технікуму налічував 31 випускника.
У 1930 році при технікумі Всеукраїнським управлінням лісами була започаткована школа лісного учнівства з дворічним терміном навчання. На навчання приймались учні, що закінчили 4 класи загальноосвітньої школи. Школа готувала бригадирів лісового господарства. Технікум став постійною базою для підвищення кваліфікації лісничих, об'їждчиків, лісників та інших спеціалістів лісового господарства. Викладачами були: Сенкевич І.А (лісорозробки), Шарапов А. Н. (лісокультури і лісоводство), Писенко М. С. (спецдисципліни), Волков В. Ф. (геодезія, таксація, організація лісного господарства), Бараній А. В. (фітопатологія), Воронюк К. А. (математика), Ткаченко Л. Г. (українська мова та література), Пер'єв Г. І. (ентомологія), Юрченко Н. Ю. (механізація), Сметана В. Т. (садоводство). З 1931 року набір студентів був доведений до 50, а починаючи з 1932 року по 1940 рік закінчували лісний технікум щороку до 40-50 осіб.
З 1934 року до Чугуєво-Бабчанського лісного технікуму приєднали Краснокутську школу. Архівні матеріали коледжу, в яких зберігаються спогади багатьох викладачів і студентів, дають підставу думати, що історія заснування лісної школи має історичний зв'язок з Чорноліською лісною школою, яка діяла ще в 1888 році. Вона була приєднана до Кам'янець-Подільського лісного технікуму, а той був закритий у 1935 році, у зв'язку з тим, що був розташований поблизу державного кордону СРСР. Все їхнє майно було передано Чугуєво-Бабчанському технікуму. Сюди ж були переведені і студенти.

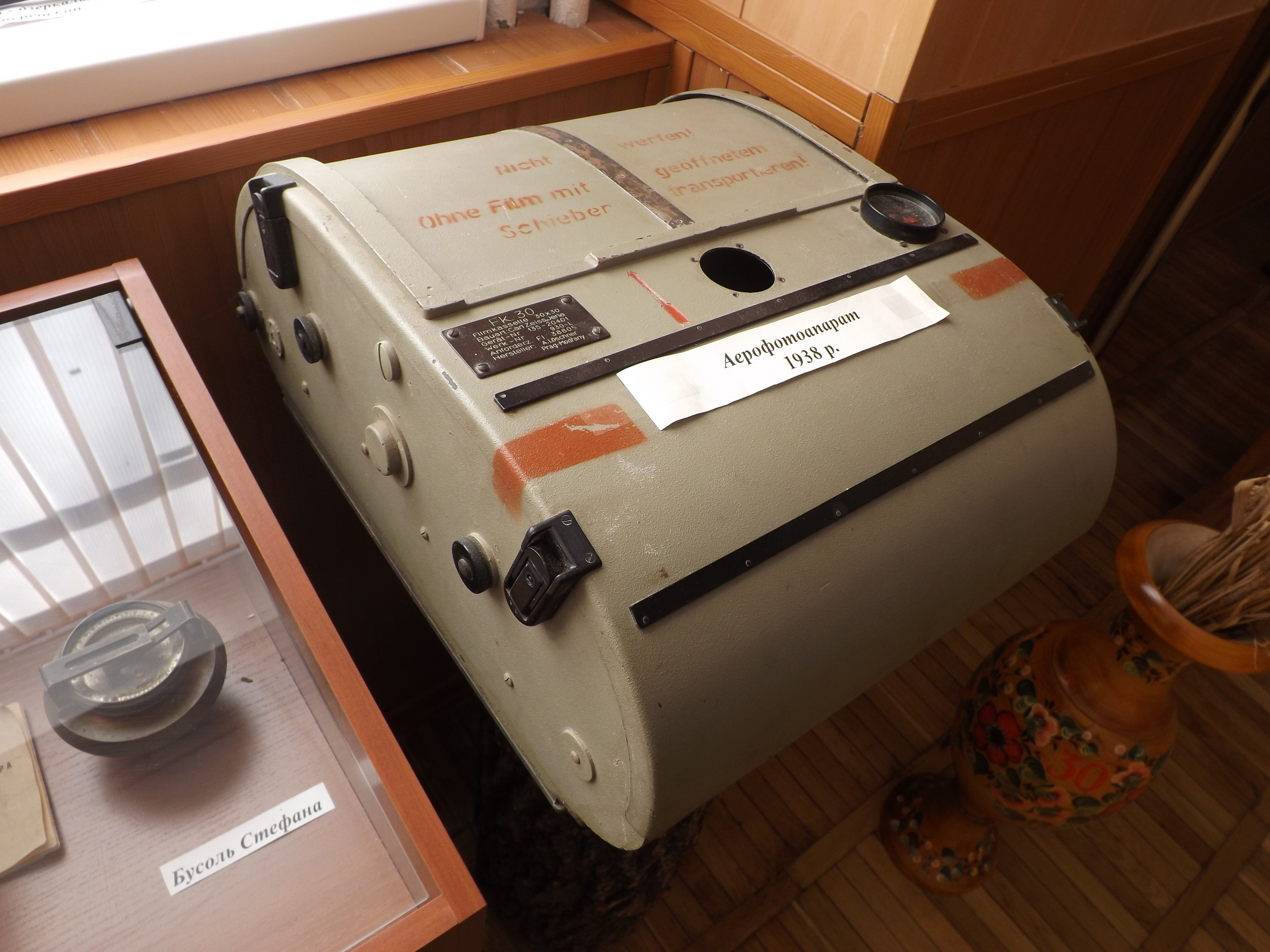

В 1930 р. директором призначено Скоробагатька Д. Р. За період його діяльності були збудовані три дерев'яні приміщення: одноповерхове (жіночій гуртожиток), двоповерхове (чоловічий гуртожиток) і бібліотека.  Двоповерховий будинок використовувався під аудиторії і кімнати. З 1936 р. технікум перейшов у підпорядкування Головного управління лісоохорони і лісонасаджень. Працював Скоробагатько Д. Р. на цій посаді до 1937 року. Того ж року він був репресований і розстріляний. З 1938 по 1941 роки колектив технікуму очолював Юран П. К., а заступником навчальної частини до 1940 року був Трусевич М. Н.

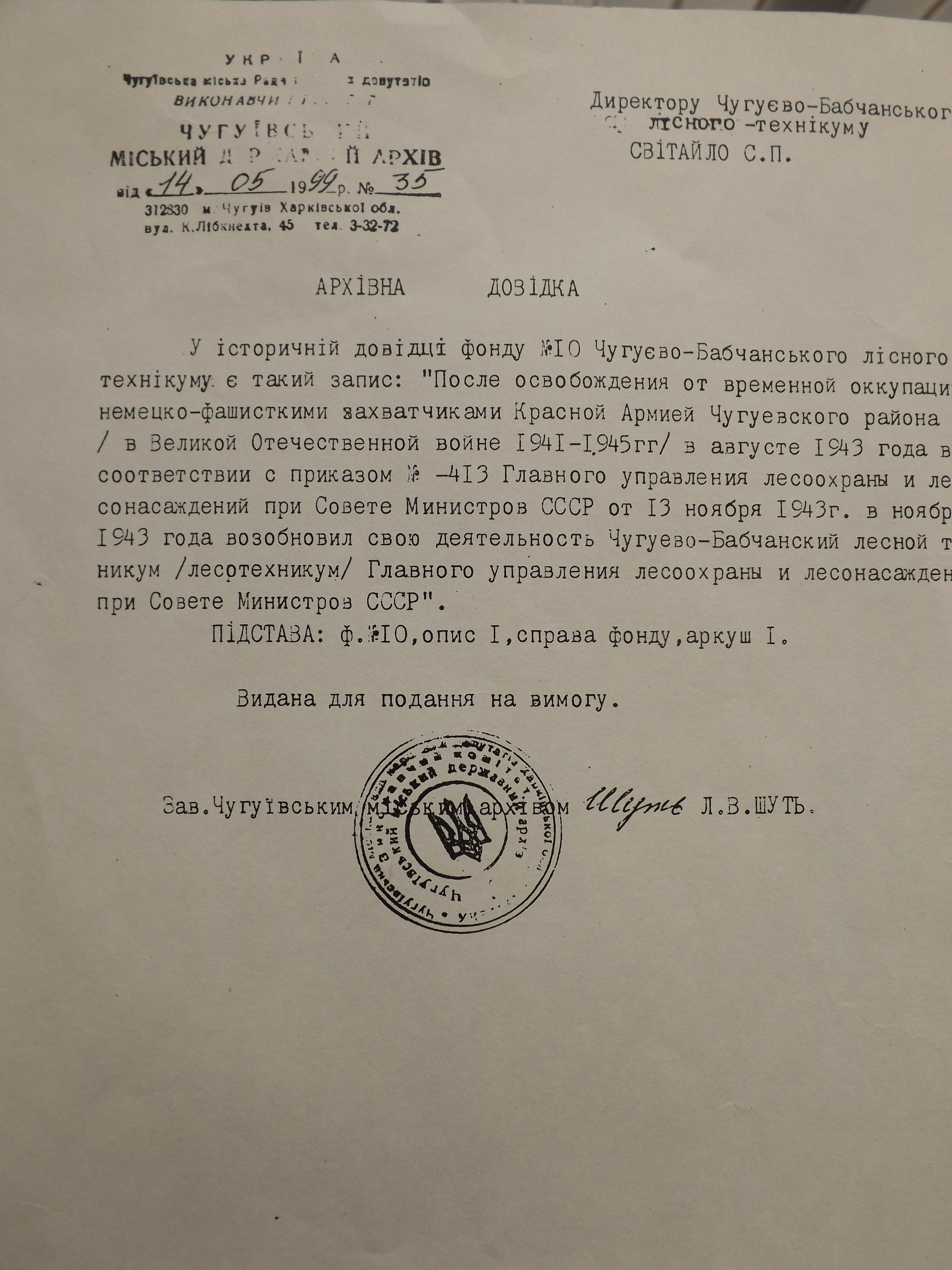

Мирне життя було порушене нападом німецько-фашистських загарбників, які вже в листопаді 1941 року окопували село Кочеток і чинили розправу над  населенням, нищили все нажите надзвичайно великим зусиллями. Німецькі окупанти спалили навчальний комплекс, гуртожиток, знищили дендропарк, розграбували майно та обладнання. Багато випускників технікуму брали участь у бойових діях, нагороджені орденами і медалями, а деякі навіть удостоєні звання Героя Радянського Союзу (Грабовський Степан Степанович, Балакін Василь Микитович). Брали участь у бойових діях викладачі та працівники технікуму Бурма І. П., Мастицький М. М., Котєльніков О. І., Коробков Г. А., Стрєляний М. А., Світличний О. В., Проскурін Г. А., Васильєв М. І.,  Жихарєв В. С., Зарицкий П. П., В'ялов В. К. та інші.
Після закінчення війни технікум і його територія мали  невтішну картину: високі бур'яни від технікуму до лісгоспу.   Село було пустим і мертвим. Через  вибухи та пожежі знищені бібліотека, будівлі, дендропарк і все оснащення. 
Відповідно до наказу № 413 Головного управління лісоохорони та лісонасаджень при Раді Міністрів СРСР від 13 листопада 1943 р. Чугуєво-Бабчанський лісний технікум поновив свою діяльність.
Після вигнання німецько-фашистських загарбників потрібно було відродити навчальний заклад, загоїти рани нанесені війною і писати нову сторінку в історії технікуму. З метою швидкої відбудови, начальник Харківського лісного управління викликав з евакуації в 1943 р. Майстренка В. М. на посаду директора Чугуєво-Бабчанського лісгоспу і технікуму, на посаду головного лісничого лісгоспу –  Волкова В. Ф., завгоспом був Топорков Г. А. У лютому 1944 р. технікум відкрили, навчання розпочали 90 студентів. Реалії  були сумні: ні посібників, ні інструментів для занять, ні літератури, ні наочних посібників. Перший післявоєнний випуск складався з місцевих хлопців (фронтовиків) і дівчат. Мешканці Кочетка і студенти з піднесенням відбудовували зруйноване господарство технікуму. Умови були нелегкі: напівголодні, погано одягнені, в основному жінки зводили новий навчальний корпус, роблячи руками заміси цементу і подаючи його відрами на другий поверх.
Велику роль у відновленні технікуму відіграв заступник директора з навчальної роботи Рудницький І. М.
В 1946 р. колектив технікуму очолив Леонтьєв Ф. Г.. З 1947 р.  розпочинається підготовка спеціалістів заочної форми навчання. Країна вимагала будівельного матеріалу для масштабного будівництва, для випуску паперу, книг тощо. При цьому потрібна була і велика кількість хороших спеціалістів.
З вересня 1949 р. в ЧБЛТ, окрім лісівників, стали навчати і техніків-механіків за спеціальністю «Механізація сільської господарської роботи». Для практичних занять була обладнана майстерня, лабораторія, автотракторний парк.
 З 1950 по 1981 р. директором технікуму був Сокол Іван Мефодійович, кандидат сільськогосподарських наук.   В цей період технікум зайняв одне з провідних місць в Україні. В 1956 р. починається підготовка висококваліфікованих спеціалістів з бухгалтерського обліку. Швидкими темпами розвивається матеріальна база. У 1952-53 рр. був збудований новий триповерховий навчальний корпус на 18 аудиторій з лабораторіями, спортивним та актовим залами.(вставить фото корпуса) Студенти були забезпечені трьома гуртожитками для проживання, їдальнею. Колектив складали досвідчені викладачі, в основному учасники бойових дій, дуже відповідальні, такі як Калініченко О. Я., Світличний О. В., Пічугін С. П. — заступники директора з навчальної роботи, Бурма І. П., Свояволя І. С., Гнатовський, Котєльніков О. І., прийшли і молоді викладачі — Стрєляний М. А., Мастицький М. М., Шейко В. І. Калашникова Т. І.. Добре доглядався і відновлювався дендрарій технікуму.
В період з 1979—1989 рр. випускники технікуму брали участь у війні в Афганістані, серед них Закопайло Ю, Шандра В., Іванов А., Іскандаров О., Дранник О., Лисяк О. та інші. Більшість нагороджені орденами та медалями. На війні загинули Третяк М., Лузан В., Карманов О.   
З 1984 р. продовжив роботу Сокола І. М. новий директор технікуму, його колишній викладач Марчук Юрій Миколайович.
У 1989 р. вводиться в експлуатацію новий навчальний корпус з сучасним комп'ютерним класом. Обладнаний оздоровчий пункт, побутовий комплекс. З цього ж часу відкривається ще одне відділення — відділення мисливствознавства. Ентузіасти цієї справи Остапов Олексій Омелянович і Горошко Віталій Миколайович створили унікальну матеріальну базу спецдисциплін єгерської справи. Базою для підготовки мисливствознавців є державне мисливське господарство «Печенізьке», в лісах якого широко представлені олені, кабани, козулі та інші представники фауни. Обладнана чи не єдина на Харківщині майстерня, де студенти вивчають таксидермію. Працює в ній талановита людина, відомий мисливець Чугуївщини, роботи якого мають великий попит не тільки в Кочетку, а й у Харківській області, Києві, Москві, — Кальченко Юрій Олександрович, діти якого Олександр і Людмила пізніше — викладачі ЧБЛТ.
Високо оцінивши внесок педколективу в підготовку спеціалістів лісового господарства під керівництвом Марчука Ю. М., у 1997 році уряд призначив його заступником міністра Міністерства лісового господарства в Києві. ЧБЛТ  очолив  випускник 1978 року Світайло С. П. Важкий час дістався йому — перебудова, перехід до ринкових відносини, економічна і політична кризи в країні, інфляція, нестабільність у всьому. Але завдяки організаторським здібностям Сергія Пилиповича, його навичками як економіста, лісний технікум не тільки зберігся, але й продовжував розвиватися.
Матеріальна навчальна база мала два навчальних корпуси, в яких 48 сучасних кабінетів і лабораторій, 2 комп'ютерні класи, обладнані  персональними комп'ютерами, робочим місцем бухгалтера. У технікумі працює низка майстерень, де студенти здобувають навички практичної роботи.  Займаючись з майстрами виробничого навчання, вони отримують робочі професії: водія, тракториста, звальщика лісу.  
У 2007 р. технікуму надано статус лісного коледжу. У коледжі працює висококваліфікований педагогічний колектив, більшість членів якого мають великий досвід роботи — це ветерани праці такі як, Остапов О. О., Барилко П. І., Кулинич В. В., Сичова І. О., Лялін І. І. (з 1985 по 2017 рік — заступник директора з навчальної роботи), які нагороджені Знаком Відмінник лісового господарства України, Сухомлинов О. М., Сметана І. С., Котєльніков Ю. О., Прокопенко М. В., Походенко В. М., Теремець І. В. (неодноразово відзначені Грамотами Міністерства лісового господарства та цінними подарунками). Випускник технікуму, а потім його викладач Пічугін С. П. отримав звання «Почесний лісівник». Частина викладачів — колишні випускники технікуму: Мухіна В. Д., Костенко І. П., Логвиненко В. Ф., Дранник Т. В., Третяк Н. І. та інші.
Найбільша гордість коледжу — це його колишні випускники, які працюють і займають високі посади не тільки на Україні, а й в інших державах СНД (більш 25 тисяч випускників закінчили ЧБЛК). Серед них професори і кандидати наук Гуревич І. В., Цилюрик А. В., Падій М. М., Діденко М. І., Бондаренко В. Д., Волков Ф. В., Горошко В. В., Лялін О. І., Мельніченко О. А., член Спілки письменників Ольшанський О., головний режисер театру Світличний Б. О., кандидат богословських наук Беженар Д., директори лісових господарств: Світайло С., Парасочка П., Григоренко В., Кіктьов М., Павленко А.  та ін.
У 2011 році відповідно до наказу Міністерства освіти і науки, молоді та спорту України № 1591 від 30.12.2011 р. «Про передачу вищих навчальних закладів із сфери управління Держлісагенства до сфери управління МОН» Чугуєво-Бабчанський лісний коледж перейшов до сфери управління МОН. З 2011 по 2013 рр. директором коледжу був Бабарика І. Г., кандидат сільськогосподарських наук.
А з 2013 року ЧБЛК очолює його випускник та колишній викладач Хворостяний Роман Федорович. Під його керівництвом педагогічний колектив постійно підвищує результативність роботи шляхом вдосконалення традиційних методів викладання завдяки роками напрацьованій матеріально-технічній базі, змістовній навчально-методичній, виховній, науковій і профорієнтаційній роботі коледжу. Це сприяє формуванню нової генерації висококваліфікованих конкурентоспроможних і компетентних спеціалістів у лісовій галузі, що гідно реалізовують себе у сучасному світі заради майбутнього України.

## Спеціальності
Готує молодших спеціалістів з наступних напрямках:
- 0501 Економіка і підприємництво
  - 5.050111 Бухгалтерський облік
- 0902 Інженерна механіка
  - 5.090263 Експлуатація і ремонт обладнання лісового комплексу
- 1304 Лісове і садовопаркове господарство
  - 5.130401 Лісове господарство
  - 5.130404 Мисливське господарство

## Чугуєво-Бабчанський лісгосп
Чугуєво-Бабчанський лісгосп організований як навчально-дослідницький у 1927 році на базі лісів Чугуїво–Бабчанської та Малиновської дач та лісів які належать до урочищ «Башкирський бір» та « Лаптевський Бір» загальною площею 8734 га. Ведення господарства в цих лісах розпочато ще у XIX ст.
Перші лісовпорядкувальні роботи у лісах, які входили у склад держлісгоспу проводилися у 1862 році, і були включені до складу Міністерства Державного майна країни. Це лісовпорядкування поклало початок створення сучасній організації квартальної сітки, були складенні таксаційні описи та планово-картографічні матеріали по матеріалам зйомок 1837року.
Після Жовтневої революції ліси увійшли до складу Державного лісового фонду. З приводу зміни загального стану країни у 1923 році 856 га індивідуальних володінь перейшли до держави і були передані до Чугуєво-Бабчанської дачі. Впродовж декількох десятиріч створювалося Чугуєво-Бабчанське навчально-дослідницьке лісництво.
У 1936 році Чугуєво-Бабчанський держлісгосп, у складі Кочетокського і Маліновського лісництв був переданий на користування Харківського інституту сільського господарства і лісівництва у ведення Харківського обласного керування лісового господарства Головного керування лісоохорони лісонасаджень при СНК СРСР. У цьому ж році було проведено повторне лісовпорядження з використанням усіх колишніх матеріалів.
У період військових дії та окупації 1941- 43 р., були сильно розстроєні ліси лісгоспу і знищені матеріали лісовпорядних робіт. Лісгосп відновив діяльність на підставі наказу директора лісгоспу від 17 серпня 1943 року. До складу єдиного Кочетокського лісництва, крім названих урочищ, ввійшло урочище «Миколаївські посадки». Надалі структура і площа лісгоспу перетерпіли ряд істотних змін. У зв'язку зі знищенням під час війни всіх колишніх матеріалів в 1947 р лісовпорядження Чугуїво-Бабчанскої дачі на площі 7770 га проводилося по I розряду як первинне. У 1946-47 роках були лісовпорядковані вхідні тоді в Мохначовський лісгосп Малиновське і Краснополянське лісництва. Повторне лісовпорядження Чугуїво-Бабчанського лісгоспу проводилося в 1957 р, по I розряду, а також у 1966 році що входили до Вовчанського лісгоспу, що тоді були в складі, Печенежське лісництво в 1970 році по I розряді лісовпорядження по діючим «Інструкціях із пристрою державного лісового фонду СРСР».
Попереднє лісовпорядження було проведено в 1980 році Харківською експедицією Українського підприємства У/ПРО «Ліспроект». Роботи виконувалися у відповідностей про вимогам лісовпорядної інструкції 1964 року по I розряді.
За даними попереднього лісовпорядження загальна площа лісгоспу становила 24108 га. За минулий ревізійний період було прийнято до складу земель лісгоспу 694 га, було передано іншим землекористувачам 3938 га. Таким чином, до моменту проведення дійсного лісовпорядження загальна площа лісгоспу склала 20864 га.

## Персоналії
- Бродніков Герман Миколайович (1996—2019) — старший солдат Збройних сил України, учасник російсько-української війни.